# Mirco Maestri
Mirco Maestri (* 26. Oktober 1991 in Guastalla) ist ein italienischer Radrennfahrer.

## Sportlicher Werdegang
Bis 2015 startete Maestri bei kleineren Rennen in seiner Heimat Italien, ohne nennenswerte Erfolge zu erzielen. Zur Saison 2016 wurde er Mitglied im  Team Bardiani CSF. Bereits in seinem ersten Jahr als Profi nahm er mit dem Giro d’Italia 2016 erstmals an einer Grand Tour teil und schloss diese als 119. in der Gesamtwertung ab. Es folgten drei weitere Teilnahmen am Giro d’Italia, von denen er zweimal die Rundfahrt beendete.
Seinen ersten Erfolg für das Team erzielte Maestri im Jahr 2017, als er die Bergwertung der Türkei-Rundfahrt gewann. 2018 gewann er die erste Etappe und abschließend die Gesamtwertung der Rhodos-Rundfahrt. Seine nächsten beiden Siege feierte er in der Saison 2021 beim Grand Prix Slovenian Istria und dem erstmals ausgetragenen Grand Prix Slovenia.
Im Oktober 2021 wurde bekannt, dass Maestri nach sechs Jahren bei Bardiani CSF zur Saison 2022 zum Eolo-Kometa Cycling Team wechselt. Für sein neues Team blieb er bisher (Stand 2024) ohne zählbare Erfolge. Bei den Straßenradsport-Europameisterschaften 2024 wurde er für das italienische Team nominiert und war Mitglied der siegreichen Mixed-Staffel.

## Erfolge
2017
- Bergwertung Türkei-Rundfahrt

2018
- Gesamtwertung und eine Etappe Rhodos-Rundfahrt

2019
- Mannschaftszeitfahren Tour of China II
- Punktewertung Tirreno–Adriatico

2021
- Grand Prix Slovenian Istria
- Grand Prix Slovenia

2024
- Europameister – Mixed-Staffel (mit Edoardo Affini, Mattia Cattaneo, Elena Cecchini, Vittoria Guazzini und Gaia Masetti)

## Grand-Tour-Platzierungen
| Grand Tour            | 2016 | 2017 | 2018 | 2019 | 2020 | 2021 | 2022 | 2023 | 2024 |
| --------------------- | ---- | ---- | ---- | ---- | ---- | ---- | ---- | ---- | ---- |
| Giro d’ItaliaGiro     | 119  | 143  | DNF  | 103  | –    | –    | 96   | 78   | 60   |
| Tour de FranceTour    | –    | –    | –    | –    | –    | –    | –    | –    | –    |
| Vuelta a EspañaVuelta | –    | –    | –    | –    | –    | –    | –    | –    | –    |